# Psyche Resus
Kris Psyche Orozco Resus (sinh năm 1987) là một nữ hoàng sắc đẹp đến từ Philippines. Cô đại diện cho Infanta tại cuộc thi Hoa hậu Trái Đất Philippines 2010 và đoạt vương miện. Trong nhiệm kỳ của mình, cô trở thành người phát ngôn cho Quỹ Hoa hậu Trái Đất. Ngoài ra, với ngôi vị của mình, cô còn là đại diện của Philippines tại đấu trường Hoa hậu Trái Đất 2010 được tổ chức tại Nha Trang, Việt Nam. Tuy không lọt vào Top 14 nhưng cô đã lọt vào Top 5 Trình diễn áo dài đẹp nhất (Best in Aodai).